# تپه اسماعیل‌آباد منگلی ۲
تپه اسماعیل‌آباد منگلی ۲ مربوط به سدهٔ ۵تا۸ ه.ق است و در شهرستان اسفراین، بخش بام و صفی آباد، دهستان منگلی بالا، ۱۰۰ متری منگلی آباد واقع شده و این اثر در تاریخ ۳۰ بهمن ۱۳۸۶ با شمارهٔ ثبت ۲۱۰۹۶ به‌عنوان یکی از آثار ملی ایران به ثبت رسیده است.